# Maria Paleologina
Maria Paleologina (zm. 7 kwietnia 1355) – serbska królowa, żona Stefana Urosza III Deczańskiego 1321–1331.

## Życiorys
Była córką zarządcy Tesaloniki Jana Komnena Paleologa. Na przełomie 1325/1326 roku poślubiła króla Serbii Stefana Urosza III Deczańskiego. Z małżeństwa urodziło się troje dzieci:
- Jelena (Lelika),
- Symeon Urosz
- Teodora